# Model V

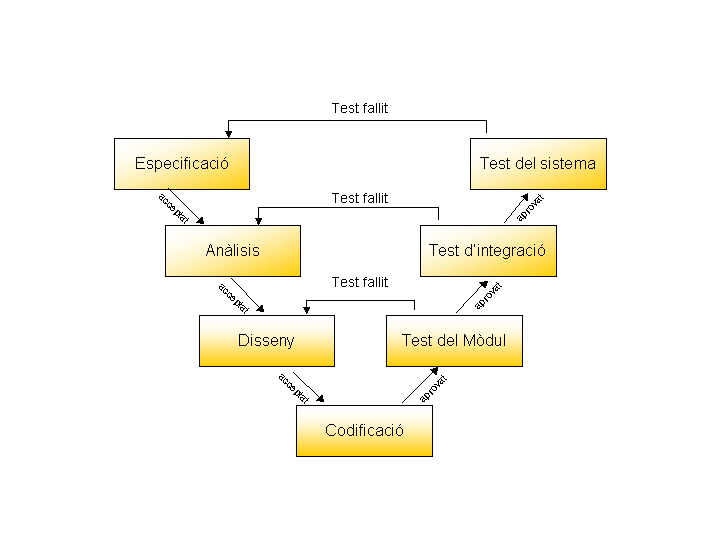
Esquema del Model en V per al desenvolupament de productes comercials

El Mètode en V o Model V defineix un procediment uniforme per al desenvolupament informàtic de productes per a les TIC i una extensió del model cascada. El Model en V és una representació gràfica del cicle de vida de desenvolupament de sistemes. En ell es resumeixen les principals mesures que s'han d'adoptar en relació amb les prestacions corresponents en el marc informatitzat de validació del sistema. El diagrama V de Gowin, emprat de manera adequada a l'aula, pot constituir-se en un potent instrument d'investigació i aprenentatge per als estudiants pels seus elements epistèmics. Els elements epistèmics de la V de Gowin possibiliten la interrelació entre el domini conceptual (conceptes, principi, teories…) i el domini metodològic (registres, transformacions i afirmacions) implícit en un model de resolució de problemes, a fi de produir coneixement.

## Gràfica en V
La lletra V defineix la forma gràfica dels passos del projecte. És l'estàndard utilitzat per als projectes de l'Administració Federal Alemanya i de defensa. Com està disponible públicament, moltes empreses ho fan servir. És un mètode de gestió de projectes comparable a PRINCE2 i descriu tant mètodes per a la gestió com per al desenvolupament de sistemes.
El diagrama V és una eina que ens ajuda a entendre i aprendre. El coneixement no és descobert, sinó construït per les persones i tenen una estructura que pot ser analitzada. La V de Gowin ens ajuda a identificar els components del coneixement, aclarir les seves relacions i interpretar-los de forma clara i compacta.

## Història
El diagrama V de Gowin és un recurs dissenyat per ajudar a estudiants i professors a captar el significat de les assignatures i permet entendre d'estructura del coneixement i la manera en què aquest es produeix. El coneixement no és descobert, sinó construït per les persones i tenen una estructura que pot ésser analitzada. La V de Gowin ens ajuda a identificar els components del coneixement, esclarir les seves relacions i interpretar-les de forma clara i compacta.

## Funcionament
D'una banda hi ha diferents passos del projecte que tenen a veure amb l'esborrany del sistema. Al mig la codificació d'aquest seguit de diferents tests acabant per l'acceptació per part del client. El punt clau és que a cada pas el qual hi ha un test es fa una verificació i una validació d'aquest, que pot conduir a un canvi de l'esborrany i així tornar a codificar el programari de nou i tornar a fer la prova.
Una de les característiques d'aquest mètode és que a diferència d'altres es descriuen només activitats i resultats sense tenir en compte un període rígid per a cada pas del projecte. Aquest model deixa la possibilitat de ser descrit en altres mètodes de projectes informàtics com el model cascada o el model espiral.
El model V és una representació gràfica del cicle de vida del desenvolupament de sistemes. En ell es resumeixen les principals mesures que s'han d'adoptar en relació amb les prestacions corresponents en el marc del sistema informàtic de validació.
És un procés que representa la seqüència de passos en el desenvolupament del cicle de vida d'un projecte. Es descriuen les activitats i resultats que han de produir-se durant el desenvolupament del producte.
El costat esquerre de la V representa la descomposició de les necessitats, i la creació de les especificacions del sistema. El costat dret de la V representa la integració de les peces i la seva verificació. V significa "verificació i validació". És molt similar al model de la cascada clàssic, ja que és molt rígid i conté una gran quantitat d'iteracions.
La versió actual del Mètode-V és el Mètode-V XT que es va acabar a febrer del 2005. No és comparable amb CMMI. Mentre que CMMI només descriu "què" s'ha fet, el Mètode-V descriu el "com" i el "quan" i "qui" és el responsable d'haver-ho fet.
És un procés utilitzat en la indústria, ja que operadors i superiors poden visualitzar d'una manera gràfica i fàcil els objectius de l'empresa respecte a un cert producte o una certa política. S'utilitza per tenir un control sobre l'ordre de la producció i poder fer una estimació del temps que s'hi destinarà.

## Enginyeria de sistemes i de verificació
El procés d'enginyeria de sistemes ofereix una via per millorar la rendibilitat dels sistemes complexos com les experimentades pel propietari de la xarxa durant tota la vida del sistema, des de la concepció fins a la jubilació.
Implica primer una identificació completa d'objectius, un concepte d'operacions que descriu necessitats de l'usuari i l'ambient operatiu, requisits del sistema minuciosos i probables, disseny detallats, aplicació, proves rigoroses d'acceptació del sistema implementat per assegurar que satisfaci els requisits manifestats (comprovació de sistema), mesurant la seva eficàcia en objectius vàlids (validació de sistema), funcionant i mantenint-se, el sistema millora gradualment, i eventualment s'acaba.
El procés posa l'accent en les necessitats impulsades per disseny i proves. Tots els elements de disseny i proves d'acceptació hauran de ser conformes a un o més dels requisits del sistema i tots els requisits han de ser abordats per almenys un element de disseny i proves d'acceptació. Tal rigor assegura que res es fa innecessària i tot el que cal es realitza.

## Objectius
El Mètode-V va ser desenvolupat per regular el procés de desenvolupament de programari per l'Administració Federal Alemanya. Descriu les activitats i els resultats que es produeixen durant el desenvolupament del programari.
Proporciona una guia per a la planificació i realització de projectes. Els següents objectius estan destinats a ser assolits durant l'execució del projecte:
Minimització dels riscos del projecte: Millora la transparència i control del projecte, especificant els enfocaments estandarditzats, descriu els resultats corresponents i funcions de responsabilitat. Permet una detecció primerenca de les desviacions i els riscos, i millora la gestió de processos, reduint així els riscos del projecte.
Millora i Garantia de Qualitat: Com un model de procés estàndard, assegura que els resultats que es proporcionen siguin complets i continguin la qualitat desitjada. Els resultats provisionals definits es poden comprovar en una fase primerenca. La uniformitat en el contingut del producte millora la llegibilitat, comprensibilitat i verificabilitat.
Reducció de les despeses totals durant tot el projecte i sistema de cicle de vida: L'esforç per al desenvolupament, producció, operació i manteniment d'un sistema pot ser calculat, estimat i controlat de manera transparent mitjançant l'aplicació d'un model de processos estandarditzats. Reduint la dependència en els proveïdors i l'esforç per a les següents activitats i projectes.
Millora de la comunicació entre tots els inversors: La descripció estandarditzada i uniforme de tots els elements pertinents i termes és la base per a la comprensió mútua entre tots els inversors. D'aquesta manera, es redueix la pèrdua de fricció entre l'usuari, comprador, venedor i desenvolupador.

## Parts del mètode
El Mètode-V és una representació gràfica del cicle de vida del desenvolupament del sistema. Resumeix els passos principals que cal tenir en conjunció amb els corresponents lliuraments dels sistemes de validació.

Representació del model en V

El corrent d'especificació (part esquerra) consisteix principalment de:
- Especificacions de requeriment d'usuari
- Especificacions funcionals
- Especificacions de disseny

El corrent de proves (part dreta), per la seva banda, sol consistir en:
- Qualificació d'instal·lació
- Qualificació operacional
- Qualificació de rendiment

El corrent de desenvolupament pot consistir (depèn del tipus de sistema i de l'abast del desenvolupament) a personalització, configuració o codificació.

## Aplicacions
El concepte de la Model V ha estat desenvolupat de forma simultània, però independent, a Alemanya i als Estats Units a la dècada de 1980.
Una característica fonamental de la V EUA-model és que el temps i la maduresa es mouen d'esquerra a dreta i un no pot moure's cap enrere en el temps. Tota iteració és al llarg d'una línia vertical als nivells més alts o més baixos en la jerarquia del sistema. Això ha demostrat ser un aspecte important del model.
Moltes empreses com el Model V està disponible al públic també ho fan servir. En la gestió de projectes és un mètode comparable a PRINCE2 i descriu els mètodes per a la gestió de projectes, així com els mètodes per al desenvolupament del sistema. El Model V rígid, mentre que en el procés, pot ser molt flexible en la seva aplicació, especialment pel que fa a l'àmbit d'aplicació fora de l'àmbit dels paràmetres del sistema per al desenvolupament del cicle de vida normal.

## Proves unitàries
En la programació d'ordinadors, les proves unitàries conformen un mètode pel qual les unitats individuals de codi font són provats per determinar si són aptes per al seu ús. Una unitat és la part més petita comprovable d'una aplicació. En la programació d'una unitat de procediment pot ser una funció individual o procediment. Les proves unitàries són creades pels programadors o a vegades pels emprovadors de la caixa blanca. L'objectiu és verificar el codi de la lògica interna de la prova de cada branca possible dins de la funció, també conegut com a cobertura de la prova. Eines d'anàlisi estàtic s'utilitzen per facilitar aquest procés, on les variacions de les dades d'entrada es passa a la funció per posar a prova tots els casos possibles de l'execució.

## Avantatges
Aquestes són els avantatges que el Model V ofereix enfront d'altres models de desenvolupament de sistemes:
- Els usuaris del Model V participen en el seu desenvolupament i manteniment. Un tauler de control de canvis manté públicament la Model V. El consell de control de canvis es reuneix un cop l'any i tots els processos reben sol·licituds de canvi en el Model V.
- A cada inici del projecte, el Model V es pot adaptar a un projecte específic Model V, sent possible perquè el Model V, és l'organització i el projecte independent.
- El Model V preveu una assistència concreta sobre com implementar una activitat i les seves fases de treball, definint explícitament els actes necessaris per completar una fase de treball: cada esquema d'activitats conté instruccions, recomanacions i explicacions detallades de l'activitat.

## Límits
Els següents aspectes no estan coberts pel Model V, que han de ser regulats d'altra banda, o el Model V ha d'adaptar-se en conseqüència:
- La col·locació dels contractes de serveis no està regulat.
- L'organització i execució de l'operació, manteniment, reparació i eliminació del sistema no estan coberts per la Model V. No obstant això, la planificació i la preparació d'un concepte d'aquestes tasques estan regulats a la Model V.
- El Model V s'ocupa de desenvolupament de programari dins d'un projecte en lloc d'una organització.